# Héctor González Baeza
Héctor González Baeza (Baracaldo, Vizcaya, 16 de marzo de 1986) es un exciclista español, criado y residente en Almansa, Albacete. Durante su etapa juvenil consiguió un segundo puesto en el Campeonato de España contrarreloj y un tercero en el Campeonato de España en ruta de la categoría. Tras pasar por el filial del Saunier Duval durante las temporadas 2006-2007 donde consiguió un tercer puesto en el Campeonato sub-23 de España contrarreloj como logro más destacado. En el año 2008 subió al equipo ProTour.

## Palmarés
2006 (como amateur)
- 1 etapa de la Vuelta al Bidasoa

2007 (como amateur)
- Subida a Gorla

2010
- 1 etapa del Tour de Beauce
- 1 etapa del Tour de Guadalupe

2011 (como amateur)
- 1 etapa de la Vuelta a Galicia

## Resultados en Grandes Vueltas
Durante su carrera deportiva consiguió los siguientes puestos en las Grandes Vueltas:
| Carrera | Carrera         | 2008 | 2009  | 2010 | 2011 | ... | 2018 |
| ------- | --------------- | ---- | ----- | ---- | ---- | --- | ---- |
|         | Giro de Italia  | —    | 103.º | —    | —    | —   | —    |
|         | Tour de Francia | —    | —     | —    | —    | —   | —    |
|         | Vuelta a España | —    | —     | —    | —    | —   | —    |

−: no participa

## Equipos
- Saunier Duval/Scott/Fuji (2008-2009)
  - Saunier Duval-Scott (2008)
  - Scott-American Beef (2008) (desde agosto)
  - Fuji-Servetto (2009)
- Heraklion Kastro-Murcia (2010)
- KTM Murcia (2011)
- Dare-Gaviota (2018)